# 와카쿠사정
와카쿠사정(若草町)은 야마나시현 나카코마군에 존재했던 정이다.
2003년 4월 1일에 나카코마군의 핫타촌, 시라네정, 아시야스촌, 구시가타정, 고사이정과 합병해 미나미알프스시가 되었다.

## 역사
조문시대와 야요이시대부터 개척해온 마을이며 신석기 시대 사람들이 생활했던 흔적들이 발견되고 있다.
고대시대엔 율령제하의 고마군에 속했으며 중세에는 가이겐지 일족이 각지에 진출하여 서부에서는 가가미 씨의 후손이 각지에 거주하기 시작하였다. 관터에는 법사랑 사찰도 많이 있다. 1945년 7월 6월과 7월 30일에 고후 공습으로 인해 많은 인명피해를 발생해 264명의 사망자와 주변시설이 반파되는 피해를 입었다. 
- 1954년 3월 10일 - 미쓰에촌, 가가미나카조촌, 도다촌이 합병해 와카쿠사촌이 성립하였다.
- 1959년 10월 1일 - 와카쿠사촌이 정으로 승격해 와카쿠사정이 되었다.
- 2003년 4월 1일 - 나카코마군 핫타촌, 시라네정, 아시야스촌, 구시가타정, 고사이정과 합병해 미나미알프스시가 성립하여, 동일 와카쿠사정은 폐지되었다.

## 교통

### 도로
- 국도 52호선

## 참고문헌
- 山田厳子「交通と市」『山梨県史民俗編』第一編第五章第一節
- 『市町村名変遷辞典』東京堂出版、1990年。